# Синяя питта
Синяя питта (лат. Hydrornis cyaneus) — вид воробьинообразных птиц из семейства питтовых (Pittidae). Распространены в Китае, Индии и Юго-Восточной Азии. Как правило, проживают в тропических лесах.
Несмотря на то, что некоторые другие виды питт занесены в Красную книгу, как исчезающие, популяция синей питты не вызывает беспокойств. Например, в Камбодже её популяция достаточно велика.

## Подвиды
Выделяют три подвида:
- H. c. cyaneus (Blyth, 1843) — от северо-восточной Индии, восточного Бангладеш и Бирмы до южного Китая, Таиланда, северо-восточного Лаоса и северного и центрального Вьетнама;
- H. c. aurantiacus (Delacour & Jabouille, 1928) — юго-восточный Таиланд и юго-западная Камбоджа;
- H. c. willoughbyi (Delacour, 1926) — от центрального Лаоса до южного Вьетнама.